# Johnson Settlement
Le Johnson Settlement est un ensemble de bâtiments historiques situés à Johnson City, dans le comté de Blanco, au Texas. Aujourd'hui protégé au sein du Lyndon B. Johnson National Historical Park, cet ensemble comprend la cabane dite Johnson Cabin, les granges appelées Bruckner Barn et James Polk Johnson Barn ainsi que le bâtiment de stockage dit Stubbs Cooler House. Tous sont liés à l'histoire de la ville et à des parents du président des États-Unis Lyndon B. Johnson.